# ماهر النتشة
ماهر النتشة (25 يناير 1955 في القدس) هو كيميائي، وأستاذ جامعي فلسطيني. عُين قائمًا بأعمال رئيس جامعة النجاح الوطنية في 2013، وفي 2019 عُين رئيسًا لها.

## النشأة والتحصيل العلمي
وُلد ماهر عبد الرزاق أبو عيد النتشة في مدينة القدس في 25 يناير 1955، نشأ وترعرع في المدينة ثم غادرها إلى مصر لدراسة الكيمياء في جامعة القاهرة التي حصل منها على درجة البكالوريوس عام 1976. حصل على درجة الماجستير في البتروكيماويات وكيمياء المواد الهيدروكربونية عام 1980، وكذلك درجة الدكتوراه في الكيمياء الفيزيائية والبوليمرات عام 1983 من معهد جامعة مانشستر للعلوم والتكنولوجيا في المملكة المتحدة.

## الحياة العملية
عمل النتشة مشرفًا لمختبر في جامعة بيت لحم، ثم انتقل بنفس المسمى الوظيفي إلى جامعة النجاح الوطنية وتدرج مدرسًا ثم أستاذًا مساعدًا ثم أستاذًا مشاركًا. عُين رئيسًا لقسم الكيمياء في الفترة 1992–1994، ثم عميدًا لكلية العلوم في الفترة 1994–1998، ثم أصبح نائبًا أكاديميًا لرئيس الجامعة حتى صار قائمًا بأعمال رئيس الجامعة في عام 2013، ولاحقًا في 2019 صار رئيسًا للجامعة. وهو عضو في مجلس إدارة المجلس الأعلى للإبداع والتميز بين 2018 و2024. وهو عضو في مجلس إدارة مصرف الصفا.

## حياته الشخصية
عُين ابنه عبد الرازق النتشة وزيرًا للاتصالات والاقتصاد الرقمي ضمن حكومة محمد مصطفى عام 2024.